# Nationalpark Piatra Craiului
Der Nationalpark Piatra Craiului (deutsch: Nationalpark Königstein, rumänisch: Parcul National Piatra Craiului) ist ein Schutzgebiet der IUCN-Kategorie II im Piatra-Craiului-Gebirge, in den Südkarpaten, 200 Kilometer nördlich von Bukarest, in Rumänien. Der Nationalpark Piatra Craiului erstreckt sich über die Kreise Brașov und Argeș auf einer Fläche von 14.800 Hektar. Er weist eine Karstlandschaft mit spektakulären Kalksteinformationen auf und beherbergt eine artenreiche Flora und Fauna.

## Beschreibung
Erste Versuche die Flora des Bergmassivs Piatra Craiul wissenschaftlich zu erforschen wurden bereits im 17. Jahrhundert von J. Lerchenfeld und dem Hermannstädter Apotheker Peter Sigerus unternommen. Ihre Herbarien befinden sich im Brukenthal-Museum in Hermannstadt.
Zu den ersten Publikationen, die die Flora des Bergmassivs behandeln, gehört das Traktat von J. C. Baumgarten aus dem Jahr 1816 "Enumeratio stirpium Magno transilvaniae Principatui".
1851 erschien eine erste Beschreibung der Pflanzenwelt des Königstein Gebirges von Heinrich Wilhelm Schott, wobei die endemische Königsteinnelke (Dianthus callizonus) erstmals beschrieben wurde.
Weitere Botaniker, die sich der Erforschung der Flora des Königsteingebirges widmeten waren: Theodor Kotschy (1853), Ferdinand Schur (1866), Michael Fuß (1866), Lajos Simonkai (1886 "Enumeratio Florae Transilvaniae vesculosae critica"), J. Römer (1898, 1904) und Dimitrie Brândză (1898).
Das Piatra-Craiului-Gebirge wurde 1938 zum Naturschutzgebiet erklärt. Bei der Gründung standen 440 Hektar unter Naturschutz.
1990 wurde das Piatra-Craiului-Gebirge auf einer Fläche von 148 Quadratkilometern zum Nationalpark ausgewiesen. Die Weltbank unterstützte 1999 die Einrichtung einer Nationalparkverwaltung. In Zărnești wurde ein Besucherzentrum eingerichtet. Als Ausgangspunkt für Wanderungen eignen sich Zărnești, Măgura, Peștera, Ciocanu und Șirnea.
Der Nationalpark Piatra Craiului ist ein großer Karst mit Höhlen, mit zeitweilig wasserführenden Quellen, Klüften, Klammen und steilen Hängen. Bekannt sind die „Dâmbovicioara-Wasserschlucht“ und „Dâmbovicioara-Höhle“, die „Brusturețul-Klamm“ und die Quellen „Izvoarele din Plai“.
Das wissenschaftliche Reservat „Peretele Vestic“ (Westwand) enthält geologische Naturdenkmälern, wie „Degetul lui Călinet“ (Călinets Finger), „Turnurile Dianei“ (Dianas Türme), „Padina Inchisă-Orga Mare“ (Geschlossene Senke-Große Orgel) sowie seinen zentralen Teil mit „Zidul lui Dumnezeu“ (Wand Gottes), „Avenul de sub Colții Grindului“ (Kluft unter den Gipfeln der Böschung), „Peștera Mare din Prăpastii“ (Große Höhle in den Schluchten).
Im Nationalpark Piatra Craiului gibt es mehr als 700 Höhlen und über 1.300 Pflanzenarten. Ein Drittel aller in Rumänien vorkommenden Pflanzenarten sind im Schutzgebiet anzutreffen.

## Flora
Im Nationalpark Piatra Craiului ist eine große Pflanzenvielfalt anzutreffen, darunter einige seltene Arten, sowie die endemische Königsteinnelke (Dianthus callizonus).

### Bäume und Sträucher
Im Nationalpark Piatra Craiulu sind folgende Nadelbäume anzutreffen: 
Gemeine Fichte (Picea Abies), Kiefern (Pinus), Weiß-Tanne (Abies alba), Europäische Lärche (Larix decidua), Zirbelkiefer (Pinus cembra), Lärchen (Larix), Europäische Eibe (Taxus baccata).
Unter den Laubbäumen des Nationalparks kommen folgende Arten vor: 
Traubeneiche (Quercus petraea), Stieleiche (Quercus robur), Rotbuche (Fagus sylvatica), Hainbuche (Carpinus betulus), Berg-Ahorn (Acer pseudoplatanus), Winterlinde (Tilia cordata), Gemeine Esche (Fraxinus excelsior), Gewöhnliche Rosskastanie (Aesculus hippocastanum), Bergulme (Ulmus glabra), Spitzahorn (Acer platanoides), Feldahorn (Acer campestre), Hänge-Birke (Betula pendula), Espe (Populus tremula), Grün-Erle (Alnus viridis), Schwarz-Erle (Alnus glutinosa), Silber-Weide (Salix alba), Sal-Weide (Salix caprea).

### Krautige Pflanzen
Die Königsteinnelke (Dianthus callizonus) ist eine Pflanze, die nur im Nationalpark Piatra Craiului anzutreffen ist.
Anzutreffen sind auch folgende krautige Pflanzen: Widders Kohlröschen (Nigritella rubra subsp. widderi), Alpen-Edelweiß (Leontopodium alpinum), Alpenrosen  (Rhododendron), Alpen-Mohn (Papaver alpinum), Königs-Seidelbast (Daphne blagayana), Gelber Frauenschuh (Cypripedium calceolus), Alpen-Leinkraut (Linaria alpina), Österreichischer Rippensame (Pleurospermum austriacum), Bärenklau (Heracleum palmatum), Einköpfiges Berufkraut (Erigeron uniflorus), Drüsiges Berufkraut (Erigeron atticus), Erysimum witmannii, Färberkamille (Anthemis tinctoria), Wiesen-Glockenblume (Campanula patula), Rotes Waldvöglein (Cephalanthera rubra), Korallenwurz (Corallorhiza trifida),
Clusius-Enzian (Gentiana clusii), Kleines Knabenkraut (Orchis morio), Brand-Knabenkraut (Orchis ustulata), Teufelskrallen (Phyteuma tetramerum), Alpen-Fettkraut (Pinguicula alpina), Berg-Wegerich (Plantago atrata), Hohes Läusekraut (Pedicularis exaltata).
Der Nationalpark Piatra Craiului bietet verschiedenen Orchideenarten wie: Langblättriges Waldvöglein (Cephalanthera longifolia), Mücken-Händelwurz (Gymnadenia conopsea), Wohlriechende Händelwurz (Gymnadenia odoratissima) und Nelkenarten wie: Gletscher-Nelke (Dianthus glacialis), Dianthus tenuifolius, Dianthus giganteus banaticus, Dianthus henteri einen geeigneten Lebensraum.

## Fauna
Die Tierwelt des Nationalparks ist durch eine große Vielfalt von Säugetieren, Vögeln, Fischen, Amphibien und Reptilien vertreten, wovon einige auf der Roten Liste gefährdeter Arten der IUCN stehen.

### Säugetiere
Große Säugetiere, die im Nationalpark Piatra Craiului vorkommen, sind: Braunbär (Ursus arctos), Rothirsch (Cervus elaphus), Reh (Capreolus capreolus), Gämse (Rupicapra rupicapra), Wolf (Canis lupus), Eurasischer Luchs (Lynx lynx), Baummarder (Martes martes), Rotfuchs (Vulpes vulpes), Wildschwein (Sus scrofa).
Unter den kleinen Säugetieren sind anzutreffen: Grauhörnchen (Sciurus carolinensis), Mopsfledermaus (Barbastella barbastellus), Langflügelfledermaus (Miniopterus schreibersii), Großes Mausohr (Myotis myotis), Kleines Mausohr (Myotis blythii), Große Hufeisennase (Rhinolophus ferrumequinum), Kleine Hufeisennase (Rhinolophus hipposideros), Feldspitzmaus (Crocidura leucodon), Zwergspitzmaus (Sorex minutus), Zwergmaus (Micromys minutus), Waldspitzmaus (Sorex araneus), Alpenspitzmaus (Sorex alpinus).

### Vögel
Die Vögel sind im Nationalpark Piatra Craiului vertreten durch: 
Auerhuhn (Tetrao urogallus), Kolkrabe (Corvus corax), Haselhuhn (Tetrastes bonasia), Turmfalke (Falco tinnunculus), Hausrotschwanz (Phoenicurus ochruros), Wanderfalke (Falco peregrinus), Alpenbraunelle (Prunella collaris), Wachtelkönig (Crex crex), Dohle (Corvus monedula), Waldohreule (Asio otus), Ringeltaube (Columba palumbus), Feldlerche (Alauda arvensis), Schreiadler (Aquila pomarina), Steinadler (Aquila chrysaetos), Mäusebussard (Buteo buteo), Raufußbussard (Buteo lagopus), Stieglitz (Carduelis carduelis), Wiedehopf (Upupa epops), Kuckuck (Cuculus canorus), Amsel (Turdus merula), Kornweihe (Circus cyaneus), Erlenzeisig (Carduelis spinus), Pirol (Oriolus oriolus), Neuntöter (Lanius collurio), Goldammer (Emberiza citrinella), Bachstelze (Motacilla alba), Waldwasserläufer (Tringa ochropus), Haubenlerche (Galerida cristata), Sperbergrasmücke (Sylvia nisoria).

### Reptilien
Unter den Reptilien sind im Nationalpark Piatra Craiului folgende Arten anzutreffen:
Zauneidechse (Lacerta agilis), Östliche Smaragdeidechse (Lacerta viridis), Würfelnatter (Natrix tessellata), Schlingnatter (Coronella austriaca), Blindschleiche (Anguis fragilis), Ringelnatter (Natrix natrix), Kreuzotter (Vipera berus).

### Amphibien
Die Amphibien des Nationalparks Piatra Craiului sind vertreten durch: 
Gelbbauchunke (Bombina variegata), Nördlicher Kammmolch (Triturus cristatus), Bergmolch (Triturus alpestris), Teichmolch (Triturus vulgaris), Springfrosch (Rana dalmatina), Grasfrosch (Rana temporaria), Europäischer Laubfrosch (Hyla arborea), Feuersalamander (Salamandra salamandra).

### Fische
Unter den Fischen sind folgende drei Arten anzutreffen: die Barbe (Barbus meridionalis), das Bachneunauge (Eudontomyzon mariae) und die Groppe (Cottus gobio).